# B for Boy
B for Boy es una película dramática nigeriana de 2013 dirigida por Chika Anadu. Está protagonizada por Uche Nwadili, Ngozi Nwaneto y Nonso Odogwu. Tuvo su estreno mundial en el Festival de Cine de Londres 2013. Ganó el premio a la Mejor Película en Lengua Africana en la décima edición de los Premios de la Academia del Cine Africano.

## Sinopsis
Amaka (Uche Nwadili) cree tener la vida perfecta de una nigeriana moderna e independiente. Tiene un trabajo exitoso, un matrimonio feliz, una hija amorosa y está embarazada. Todo parece estar bien hasta que su suegra (Ngozi Nwaneto) le dice que, a menos que el bebé que está esperando sea un varón, encontrará una segunda esposa para su hijo. Mientras el esposo de Amaka (Nonso Odogwu) está de viaje de negocios, ella sufre un aborto espontáneo, pero no se lo dice a nadie. Con su fecha de parto acercándose rápidamente, Amaka hace todo lo posible para comprar ilegalmente el bebé de otra mujer, Joy.

## Temas
La película explora dos temas principales. El primero es la creciente lucha entre los valores tradicionales y la cultura moderna en Nigeria. El segundo son las injusticias que enfrentan las mujeres, a menudo perpetuadas por otras mujeres.

## Recepción
B for boy obtuvo buenas críticas y recepción a nivel internacional. En 2013 fue estrenada en el BFI London Film Festival durante la competencia de primer largometraje, donde obtuvo el elogio del jurado. La película también ganó el premio Breakthrough Audience Award en el festival de cine AFI (Instituto Americano de Cine, por sus siglas en inglés). En los Premios de la Academia del Cine Africano, ganó el premio a la Mejor Película en Lengua Africana.